# Сямозеро (деревня)
Ся́мозеро (карел. Siämärvi) — деревня в составе Эссойльского сельского поселения Пряжинского национального района Республики Карелия.

## География
Находится на юго-восточном берегу озера Сямозеро. Деревня расположена возле автомагистрали 86К-10 Петрозаводск — Суоярви. В двух километрах к юго-востоку от Сямозера расположена железнодорожная станция Сяньга на линии Петрозаводск — Суоярви на участке Октябрьской железной дороги.

## История
Во времена Российской империи Сямозерский погост являлся административным центром Сямозерской волости Петрозаводского уезда Олонецкой губернии. В 1905 году волость насчитывала 79 деревень с населением около 7100 человек, из которых почти все были карелы. Наиболее крупными деревнями волости были Сямозеро, Вешкелица, Корза, Эссойла, Лахта, Миккелица. Волость была упразднена в 1920 году и образован Сямозерский уезд. К уезду также было присоединено Святозеро.
По сведениям на 1911 год в Сямозере действовало одноклассное училище.
В 1926 году Сямозерский уезд был упразднён, а Сямозеро вошло в состав образованного Эссойланского района. В нём проживало в общей сложности 10215 человек (99 % — карелы). В состав района входило 159 деревень. В 1930 году Эссойланский район был упразднён, территория вошла в состав Пряжинского района.
5 июня 1933 года постановлением Карельского ЦИК в деревне была закрыта Церковь Успения Пресвятой Богородицы.

## Население
Численность населения Сямозерского погоста в 1905 году составляла 338 человек.
| 2002 | 2009 | 2010 | 2013 |
| ---- | ---- | ---- | ---- |
| 96   | ↘66  | ↗67  | ↗69  |

## Улицы
- ул. Береговая
- ул. Дачная
- ул. Рыбацкая

## Фотогалерея

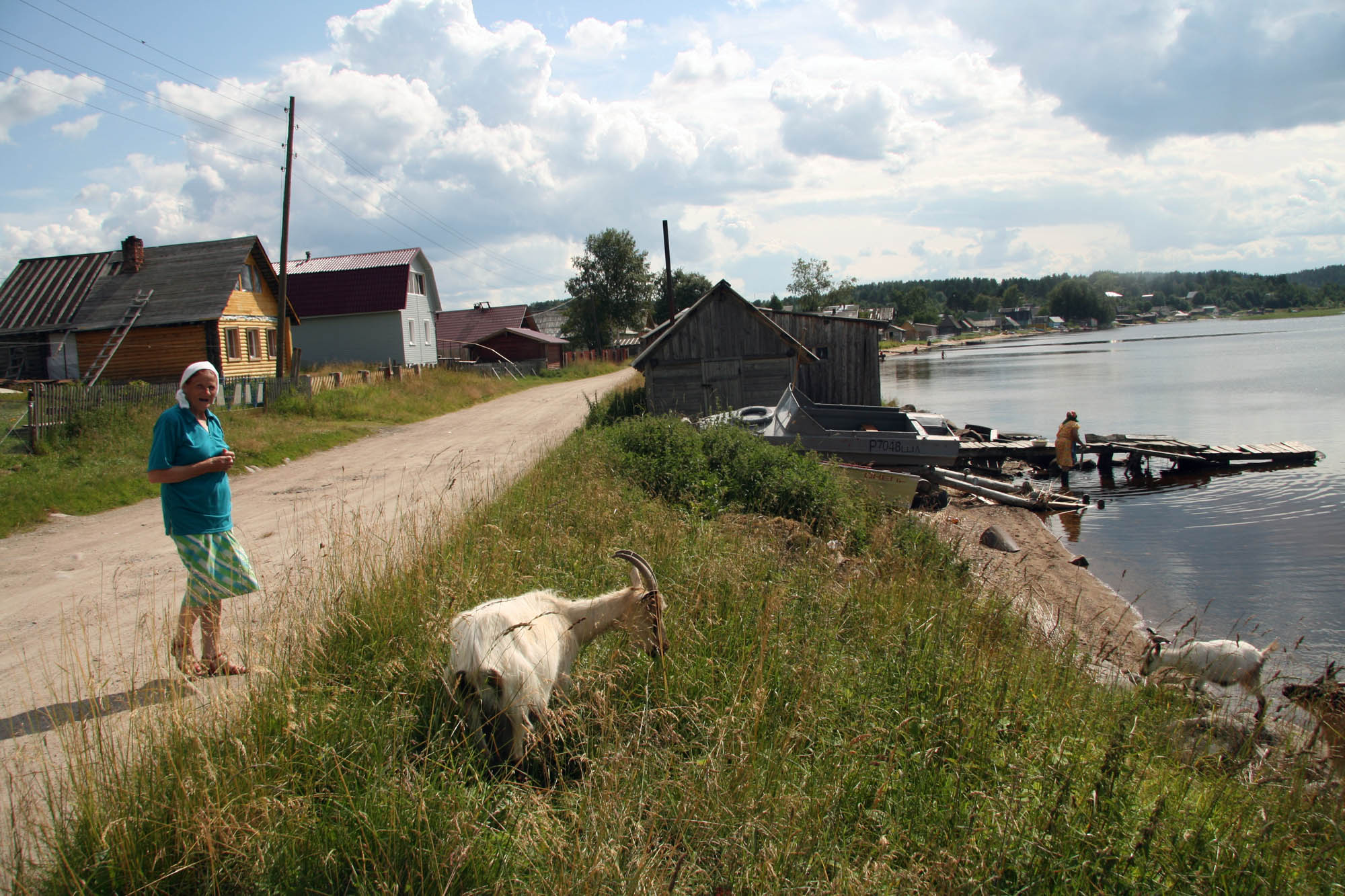
Берег озера Сямозеро
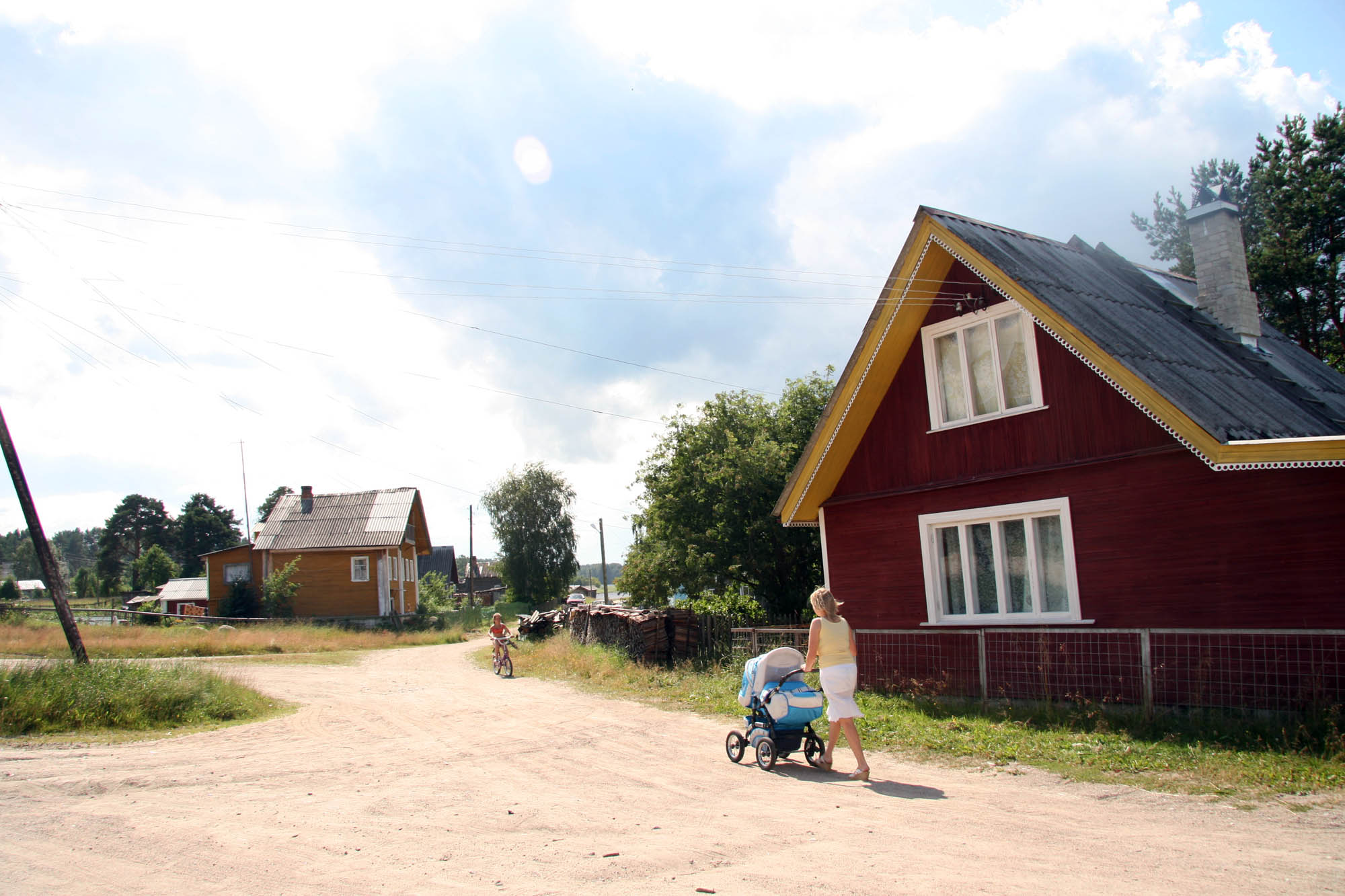
Улица в Сямозере